# Đại học Kỹ thuật Biển Saint Petersburg

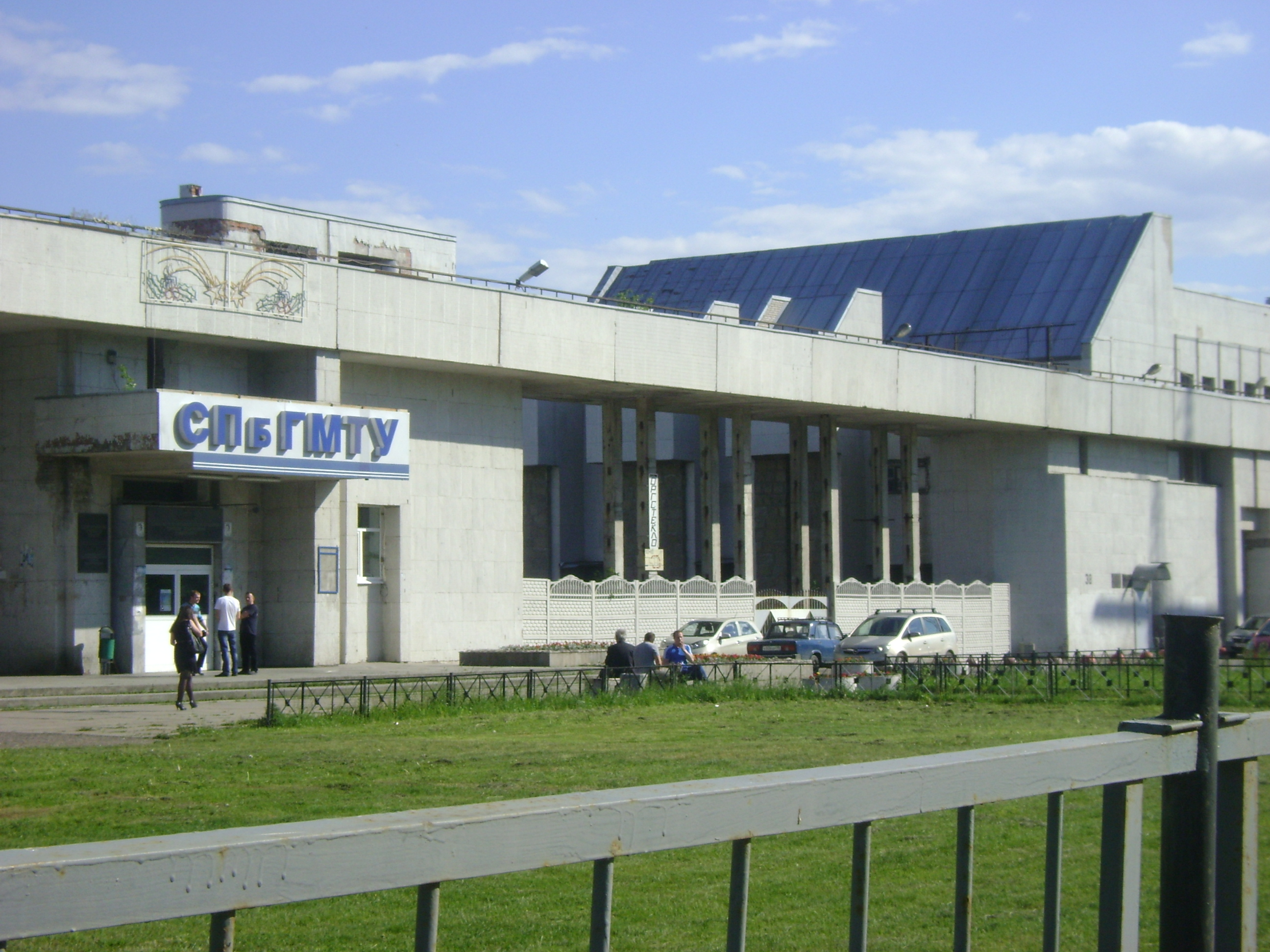
Trường Đại học kỹ thuật hàng hải Saint Petersburg

Trường Đại học kỹ thuật hàng hải Saint Petersburg, còn gọi là Trường Tàu Len (tiếng Nga Санкт-Петербу́ргский госуда́рственный морско́й техни́ческий университе́т)— là một Trường Đại học kỹ thuật ở Saint Petersburg-Liên bang Nga đào tạo kỹ sư-chuyên gia hàng hải về thiết kế, đóng tàu, khai thác, bảo dưỡng kỹ thuật tàu biển, tàu chiến, tàu ngầm và các phương tiện kỹ thuật đảm bảo cho khai thác dầu khí và các hoạt động dài ngày trên biển.
- Ngày thành lập: 1930;
- Địa chỉ: 190008, Saint Petersburg, Losmansk Street, N3
- Website: www.smtu.ru

## Tên gọi qua các thời kỳ
- 1930-1990: Trường Đại học đóng tàu Leningrad;
- 1990-1992: Trường Đại học kỹ thuật hàng hải Leningrad
- 1992-nay: Trường Đại học kỹ thuật hàng hải Saint Petersburg

## Các khoa đào tạo
1. Khoa Chế tạo tàu và Kỹ thuật biển
2. Khoa Điều khiển và tự động hoá Tàu biển
3. Khoa Chế tạo thiết bị Tàu biển
4. Khoa Kinh tế
5. Khoa Khoa học tự nhiên và giáo dục nhân văn
6. Khoa Hướng nghiệp và văn bằng 2
7. Khoa Cao đẳng đóng tàu
8. Khoa Tại chức-buổi tối
9. Khoa Đào tạo ngoài ngân sách
10. Khoa Đào tạo theo hợp đồng và giáo dục bổ sung
11. Viện Nghiên cứu ứng dụng
12. Trung tâm giáo dục quốc phòng

Ngoài ra, Trường còn có các phòng thí nghiệm và xưởng sản xuất thử nghiệm, bể bơi, thư viện khoa học kỹ thuật với 1 triệu cuốn sách. Xuất bản các công trình khoa học, sách giáo khoa cho các giảng viên và sinh viên. Có viện bảo tàng Trường Đại học